# Хиндой
Хиндой (чечен. Хӏинда) — село в Веденском районе Чеченской Республики. Входит в состав Макажойского сельского поселения. Согласно планам восстановления Чеберлоевского района, село планируется передать в его состав.

## География
Село расположено к юго-западу от районного центра Ведено, на расстоянии 155 километров от Грозного.
Ближайшие населённые пункты: на северо-востоке — Макажой и Тунжи-Аул, на юго-западе — Бути и Кири (Шаройский район), на юго-востоке — Садой, Ансалта и Шодрода (Дагестан).

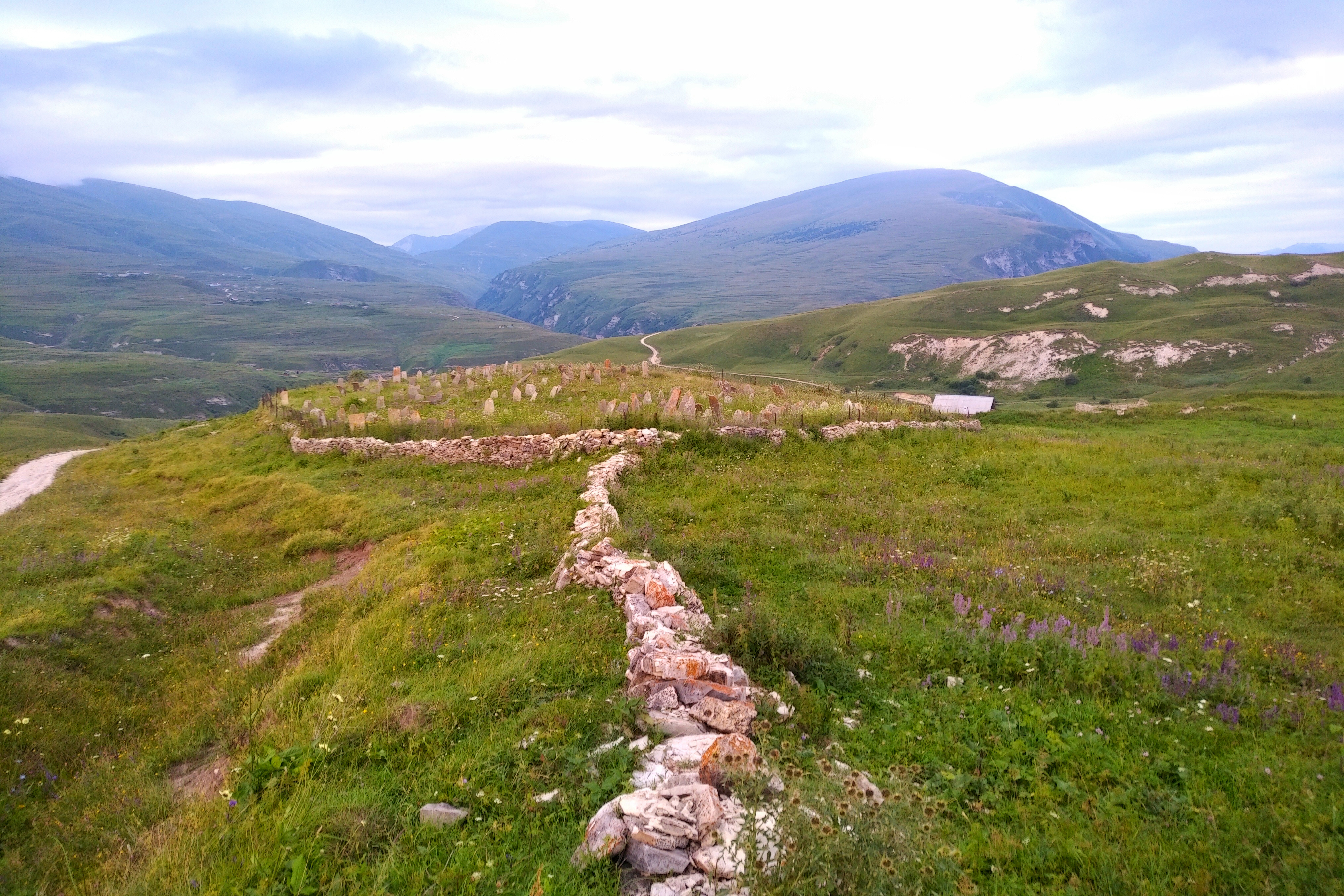
Древнее кладбищев Хиндое.

## История

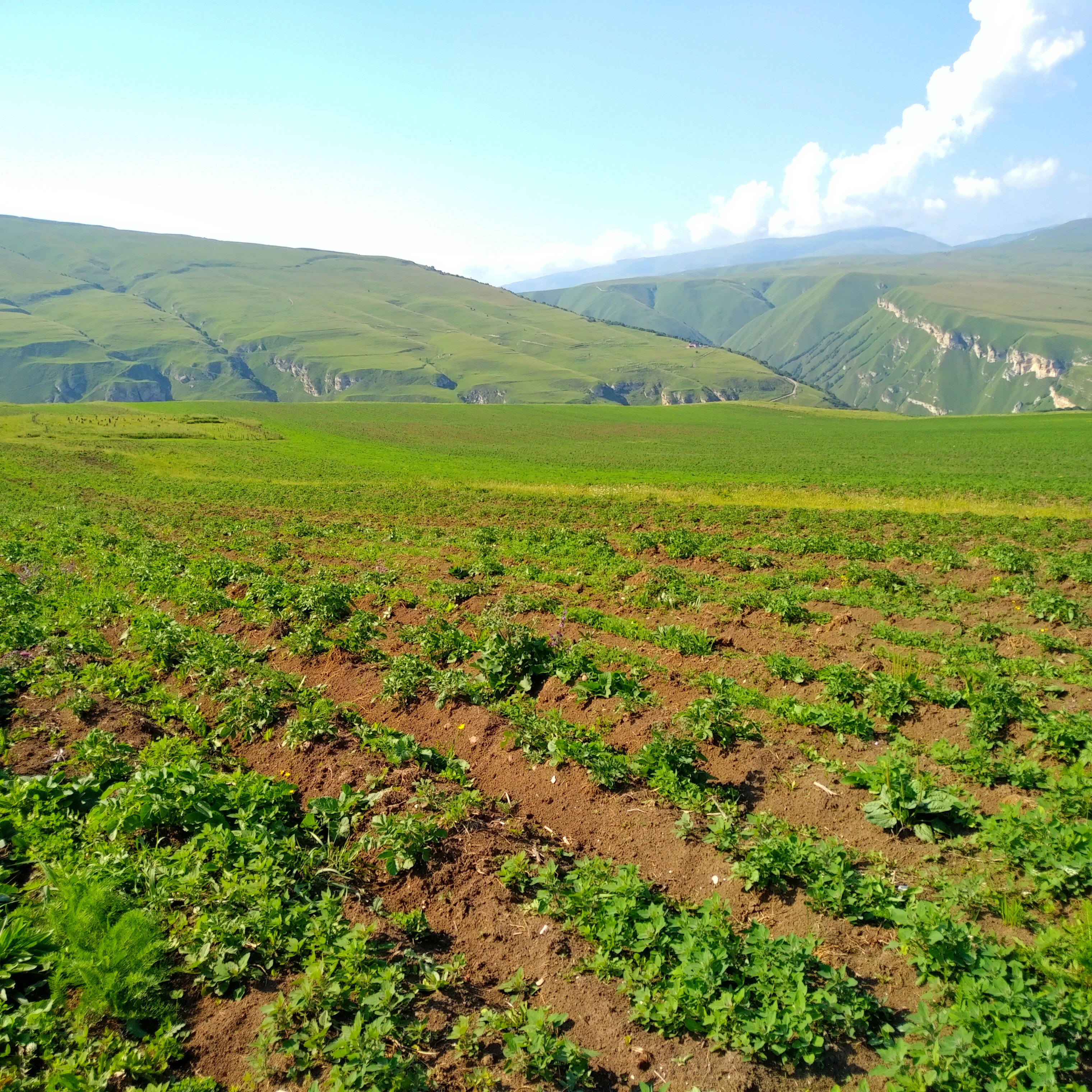
Посадка картофеля в чеберлойском плато (Хиндой)

В селе сохранилось много развалин боевых и жилых башен, а также склепы (захоронения).

## Население
| 2002 | 2010 |
| ---- | ---- |
| 0    | →0   |